# William Renshaw
William Renshaw (Leamington Spa, 1861. január 3. – Swanage, 1904. augusztus 12.) hétszeres egyéni és ötszörös páros wimbledoni bajnok brit teniszező. 1983-ban beválasztották az International Tennis Hall of Fame (Teniszhírességek Csarnoka) tagjai közé.

## Pályafutása
William Renshaw 1881 és 1886 között egymás után hatszor nyerte meg egyéniben a wimbledoni bajnoki címet, ami azóta is egyedülálló a tenisz történetében (bár ez a rekord ma nehezebben lenne végrehajtható, mivel akkoriban a címvédő automatikusan bejutott a következő évi torna döntőjébe). 1889-ben hetedszer is bajnok lett, erre az eltelt időben csupán két teniszező, Pete Sampras és Roger Federer voltak képesek. Párosban ikertestvérével, Ernest Renshaw-val – aki egyéniben nagy riválisa volt – ötször nyerték meg a bajnoki címet Wimbledonban. Főként szerva-röpte játékáról, lecsapásairól, támadó stílusáról volt ismert, ami akkoriban teljesen újnak számított a sportágban.

## Grand Slam-döntői

### Egyéni (8)

#### Győzelmei (7)
| Év   | Bajnokság | Ellenfél a döntőben | Döntő eredménye         |
| 1881 | Wimbledon | John Hartley        | 6–0, 6–1, 6–1           |
| 1882 | Wimbledon | Ernest Renshaw      | 6–1, 2–6, 4–6, 6–2, 6–2 |
| 1883 | Wimbledon | Ernest Renshaw      | 2–6, 6–3, 6–3, 4–6, 6–3 |
| 1884 | Wimbledon | Herbert Lawford     | 6–0, 6–4, 9–7           |
| 1885 | Wimbledon | Herbert Lawford     | 7–5, 6–2, 4–6, 7–5      |
| 1886 | Wimbledon | Herbert Lawford     | 6–0, 5–7, 6–3, 6–4      |
| 1889 | Wimbledon | Ernest Renshaw      | 6–4, 6–1, 3–6, 6–0      |

#### Elveszített döntői (1)
| Év   | Bajnokság | Ellenfél a döntőben | Döntő eredménye         |
| 1890 | Wimbledon | Willoughby Hamilton | 6–8, 6–2, 3–6, 6–1, 6–1 |

### Páros (5)

#### Győzelmei (5)
| Év   | Bajnokság | Partner        | Ellenfél a döntőben                    | Döntő eredménye         |
| 1884 | Wimbledon | Ernest Renshaw | Ernest Lewis Edward Williams           | 6–3, 6–1, 1–6, 6–4      |
| 1885 | Wimbledon | Ernest Renshaw | Claude Farrer Arthur Stanley           | 6–3, 6–3, 10–8          |
| 1886 | Wimbledon | Ernest Renshaw | Claude Farrer Arthur Stanley           | 6–3, 6–3, 4–6, 7–5      |
| 1888 | Wimbledon | Ernest Renshaw | Herbert Wilberforce Patrick Bowes-Lyon | 2–6, 1–6, 6–3, 6–4, 6–3 |
| 1889 | Wimbledon | Ernest Renshaw | George Hillyard Ernest Lewis           | 6–4, 6–4, 3–6, 0–6, 6–1 |